# Yadkin Valley AVA
Yadkin Valley AVA er et vindyrkningsområde i USA. Området, ligger i det nordvestlige North Carolina og dækker et område på omkring 5.700 km² i Yadkin floddalen. AVA'er dækker over hele Wilkes County, Surry County og Yadkin County. Desuden indgår dele af Davie, Davidson, Forsyth og Stokes County i området. Områdets geografi og klima sammenlignes med Bourgogne området i Frankrig. 

## Historie
Området blev godkendt som AVA i 2003. På dette tidspunkt var der 14 vinproducenter i området. I 2005 var tallet steget til 23 og i 2013 til 38. Omkring 200 hektar er tilplantet med vin. I 2008 blev Swan Creek AVA godkendt som et selvstændigt AVA inden for grænserne af Yadkin Valley AVA.
Tidligere var området mest kendt for tobaksdyrkning og cigaretproduktion, men efter at holdningen til rygning ændrede sig, og produktionen af cigaretter faldt, begyndte farmerne i området at se sig om efter nye muligheder, og mange, herunder en del tidligere tobaksavlere, slog sig i stedet på vinavl. Vindyrkning i området er forholdsvis ny, og mange vingårde har først anlagt deres vinmarker omkring år 2000 eller endnu senere, og stokkene er derfor ret unge endnu.

## Druesorter
De naturlige druesorter i området er muscadine og scuppernong, men i dag produceres den meste vin på europæiske druer (vitis vinifera), der er tilpasset amerikansk klima og jordbundsforhold og som er modstandsdygtige overfor lokale plantesygdomme. De mest almindelige druesorter er merlot, cabernet sauvignon og chardonnay, men der dyrkes også cabernet franc, barbera, viognier, syrah, sangiovese, petit verdot, nebbiolo og flere andre. 

## Eksterne referencer
- Beskrivelser af området og vingårdene
- Om AVA'en fra Appellation America.com
- Kort over vingårdene i Yadkin Valley AVA Arkiveret 16. oktober 2007 hos  Wayback Machine